# 마리산초등학교
마리산초등학교는 대한민국 인천광역시 강화군 화도면 덕포리에 있었던 초등학교이다.

## 연혁
- 1946년 12월 10일 화도국민학교 상촌분교장 인가
- 1955년 9월 27일 상촌국민학교로 승격 인가
- 1961년 7월 4일 마니산국민학교로 교명 변경
- 1996년 3월 1일 마리산초등학교로 개칭
- 1999년 3월 1일 화도초등학교로 통합